# Reg Traviss
Reginald Stephen Traviss (nacido el 12 de febrero de 1977) es un director de cine y escritor inglés. Llamó la atención del público en el Reino Unido en 2006 con el estreno en cines de su primer largometraje , Joy Division, protagonizado por Ed Stoppard, Bernard Hill, Tom Schilling, Bernadette Heerwagen y Ricci Harnett . Siguió su drama sobre la Segunda Guerra Mundial con Psicosis (2010), un thriller psicológico protagonizado por Charisma Carpenter, Ricci Harnett y Justin Hawkins . Traviss dirigió Screwed, un drama carcelario basado en el libro de 2008 Screwed: The Truth About Life as a Prison Officer, de un exguardia de prisión que escribe bajo el seudónimo de Ronnie Thompson. La película, estrenada en cines en el Reino Unido en junio de 2011, fue protagonizada por Noel Clarke, James D'Arcy, Frank Harper y Kate Magowan .

## Carrera temprana
Traviss nació en Londres, Inglaterra. Comenzó a realizar cortometrajes a finales de los noventa. Su primera producción, en 1996, fue patrocinada en parte por The Prince's Trust . En 2000 comenzó a trabajar como director de Idents and Promos para la estación de televisión BBC Choice de la BBC, luego, en febrero de 2003, cofundó la productora de largometrajes Kingsway Films .

## Películas
De 2003 a 2005, Traviss trabajó en su debut como director para la pantalla grande Joy Division, una película biográfica ficticia que escribió con Rosemary Mason, basada en hechos de la vida real ambientados en los últimos meses de la Segunda Guerra Mundial y los primeros años de la Guerra Fría. La película fue coproducida por la productora alemana Dreamtool Entertainment y la empresa Kingsway Films de Traviss con un presupuesto de 6.000.000 de dólares. La película fue protagonizada por un conjunto de actores alemanes, británicos y húngaros, incluidas las estrellas europeas en ascenso Tom Schilling y Bernadette Heerwagen, el actor británico Ed Stoppard, la actriz de televisión y cantante pop Michelle Gayle, junto con los veteranos intérpretes de la gran pantalla Bernard Hill y Suzanne von Borsody y fue filmada. en Londres, Canadá, Hungría, Alemania y Eslovaquia. La historia fue influenciada por los libros más vendidos Berlin: The Downfall 1945 de Antony Beevor y Armageddon de Max Hastings . Joy Division fue recibida en el Festival Internacional de Cine de Copenhague en septiembre de 2006 y se estrenó en cines del Reino Unido, Alemania, Nueva Zelanda y Australia desde 2006 hasta finales de 2007. La película recibió buenas críticas por parte de los críticos y la revista Film Review en 2007 nombró a Traviss como uno de los nuevos cineastas más prometedores del Reino Unido . La película también atrajo la atención de críticas y debates más amplios dentro de la prensa cultural.
De 2008 a 2009, Traviss trabajó en su segunda película Psychosis, un thriller psicológico y un homenaje al estilo de los escalofriantes británicos de culto Hammer House of Horror y Tales of the Unexpected . La historia fue una reelaboración del segmento Dreamhouse de la película Screamtime de Michael Armstrong, y fue protagonizada por Charisma Carpenter en el papel principal, apoyada por Ricci Harnett, Paul Sculfor y el cantante de rock Justin Hawkins . La película se estrenó en 2010 en el cine Prince Charles 'Home of Cult British Horror' en Leicester Square, Londres. En 2010, Traviss dirigió Screwed, la adaptación cinematográfica de las memorias más vendidas de Ronnie Thompson , Screwed: The Truth About Life as a Prison Officer, de Headline Publishing sobre un exsoldado británico que regresa de Irak para aceptar un trabajo en una de las cárceles más duras de Inglaterra; solo para descubrir que los oficiales son más corruptos que los convictos. Screwed se estrenó en cines de todo el Reino Unido en junio de 2011 y estuvo protagonizada por los aclamados actores Noel Clarke y James D'Arcy junto a los actores duros Frank Harper y Jamie Foreman
En el verano de 2015, se estrenó un documental sobre la fallecida exnovia de Traviss , Amy Winehouse, titulado Amy . La familia de Winehouse y Traviss desaprobaron públicamente la película, diciendo que era "absolutamente inexacta" y contenía "falsedades básicas". El padre de Traviss y Winehouse, Mitch, había pedido al equipo de filmación que editara la película, ya que retrata al padre de Winehouse como el villano principal y no contiene nada sobre Traviss cuando completó 6 horas de entrevistas con el equipo de filmación. Sin embargo, los editores detrás de la película rechazaron su solicitud.
Entre 2008 y 2010, Traviss estuvo en una relación con la bailarina burlesca de Suicide Girls Raven Isis Holt, quien apareció en su película de 2010 Psicosis .
Traviss estuvo en una relación con la cantante Amy Winehouse desde principios de 2010 hasta su muerte el 23 de julio de 2011. Según informes de los medios y una biografía escrita por el padre de Winehouse, Traviss y Winehouse habían planeado casarse y tenían la intención de tener hijos.

## Filmografía
Largometrajes
| Año  | Película            | Notas                    | Acreditado como      | Distribuidor del Reino Unido |
| ---- | ------------------- | ------------------------ | -------------------- | ---------------------------- |
| 2015 | Antisocial          |                          | directora, escritora | por confirmar                |
| 2011 | Atornillado         |                          | Director             | Películas de Lionsgate       |
| 2010 | Psicosis            |                          | directora, escritora | Películas de Lionsgate       |
| 2006 | División de alegría | Debut en el largometraje | directora, escritora | Imágenes de impulso          |

Cortometraje
| Año  | Película                                      | Notas                                                   | Acreditado como |
| ---- | --------------------------------------------- | ------------------------------------------------------- | --------------- |
| 2003 | Piloto JD                                     | Momentum Pictures (lanzamiento de extras en DVD)        | Director        |
| 2000 | Aventura apocalíptica en la frontera oriental | Festival Internacional de Cine de Edimburgo (Videotech) | Director        |